# Пушкарские Выселки (Щёкинский район)
Пушкарские Выселки — поселок в Щёкинском районе Тульской области в составе Лазаревского сельского поселения.

## География
Находится в центральной части Тульской области на расстоянии приблизительно 11 км на юг-юго-запад по прямой от города Щёкино, административного центра района.

## История
В 1859 году здесь (территория Крапивенского уезда Тульской губернии) было учтено 3 двора, в 1926 — 17, в конце 1930-х годов — 9.

## Население
Постоянное население составляло 51 человек (1859 год), 86 (1926), 5 (русские 100 %) в 2002 году, 2 в 2010.